# کراکر (میزوری)
کراکر (به انگلیسی: Crocker) یک شهر در ایالات متحده آمریکا است که در شهرستان پلاسکی، میزوری واقع شده‌است. کراکر ۳٫۲۱ کیلومتر مربع مساحت و ۱٬۱۱۰ نفر جمعیت دارد و ۳۴۴ متر بالاتر از سطح دریا قرار دارد.